# Pardal-dourado
O pardal-dourado (Passer luteus) é uma pequena espécie de ave da família Passeridae encontrada na África subsaariana. É um famoso pássaro de gaiola e, na avicultura, é conhecido como pardal-dourado-canoro. O pardal-dourado-árabe [en] e essa espécie às vezes são considerados uma única espécie, o “pardal-dourado”.

## Taxonomia e sistemática

Da esquerda para a direita, o en, em sua maioria amarelo, o pardal-dourado, que é amarelo com dorso marrom, e o pardal-castanho.

Essa espécie foi descrita pela primeira vez por Martin Lichtenstein em 1823, como Fringilla lutea, a partir de um espécime coletado em Dongola [en], Sudão. Desde então, ela tem sido geralmente colocada no gênero Passer. O nome da espécie luteus significa amarelo açafrão em latim.
Os dois pardais-dourados são muito parecidos e muitas vezes foram tratados como a mesma espécie. Ambos são semelhantes ao pardal-castanho, e os três podem ter sido diferentes apenas por variação clinal. O pardal-dourado-árabe macho é quase totalmente dourado, o pardal-castanho macho é principalmente castanho e o pardal-dourado macho é intermediário. O ornitólogo britânico Richard Meinertzhagen [en] considerou até mesmo o pardal-castanho como sendo conspecífico, embora a área de distribuição do pardal-dourado se sobreponha à do pardal-castanho, sem nenhum cruzamento conhecido em uma pequena área de Darfur. As três espécies são semelhantes em seu comportamento, que é adaptado às condições imprevisíveis de seu habitat árido. Em particular, eles e o pardal-do-levante compartilham uma exibição de cortejo sexual em que os machos balançam as asas acima do corpo. Essa exibição intensa é provavelmente uma adaptação ao aninhamento em um grupo de árvores cercado por um habitat semelhante, onde essa exibição intensa pode servir a propósitos importantes para manter uma colônia unida.
Os pardais-dourados e os pardais-castanhos são vistos como altamente primitivos no gênero Passer, apenas distantemente relacionados ao pardal-doméstico e aos “pardais-de-bico-preto-paleárticos” relacionados. Em reconhecimento a isso, às vezes eles são colocados em um gênero ou subgênero separado, o Auripasser, ou uma superespécie. Acredita-se que a exibição de cortejo sexual do pardal-do-levante tenha evoluído separadamente em um ambiente semelhante ao dessas espécies, em um exemplo de convergência evolutiva.

## Descrição

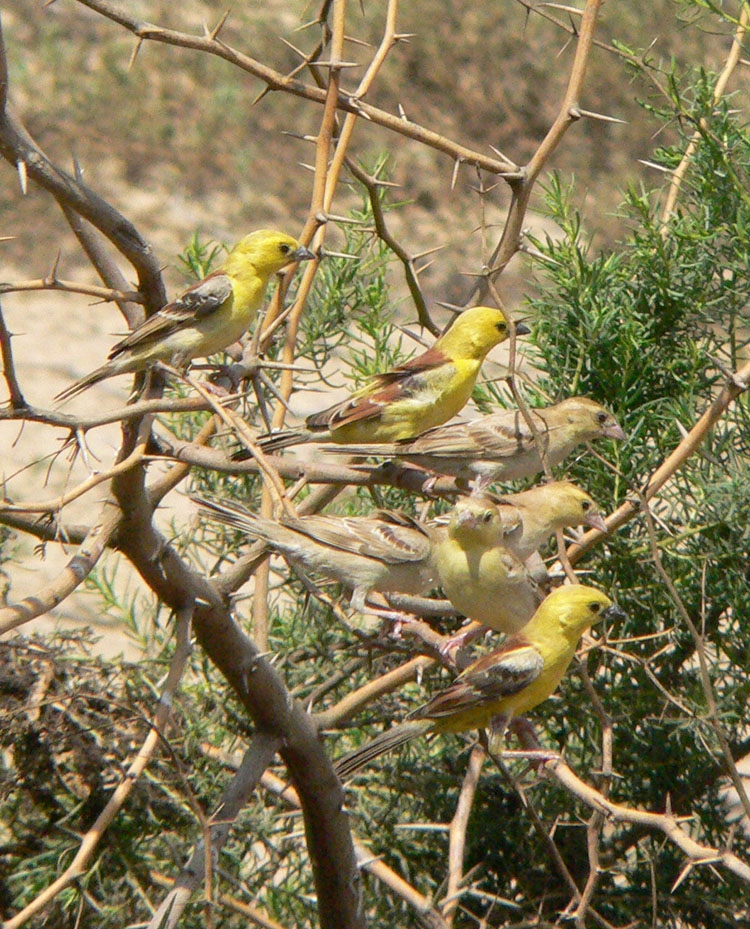
Um bando com machos e fêmeas perto do Mar Vermelho, no Sudão.

O pardal-dourado é um pardal menor, com 12 a 13 cm de comprimento e envergadura de 5,7 a 7 cm. Os machos se distinguem por sua cabeça e partes inferiores amarelas brilhantes, asas e dorso marrom-escuros e duas barras brancas nas asas. Na época de reprodução, a plumagem do macho é ainda mais brilhante, e o bico muda de cor, passando para preto brilhante. As fêmeas são de um tom claro de areia, com a face amarelada, asas marrom-claras, dorso levemente estriado de castanho e amarelo pálido que se torna esbranquiçado nas partes inferiores. Os filhotes são semelhantes às fêmeas, mas mais cinzentos. Seu canto básico é um chirp ou tchirrup, semelhante ao de outros pardais. As variações incluem um canto semelhante a uma canção e um rápido e rítmico che-che-che.

## Distribuição e habitat

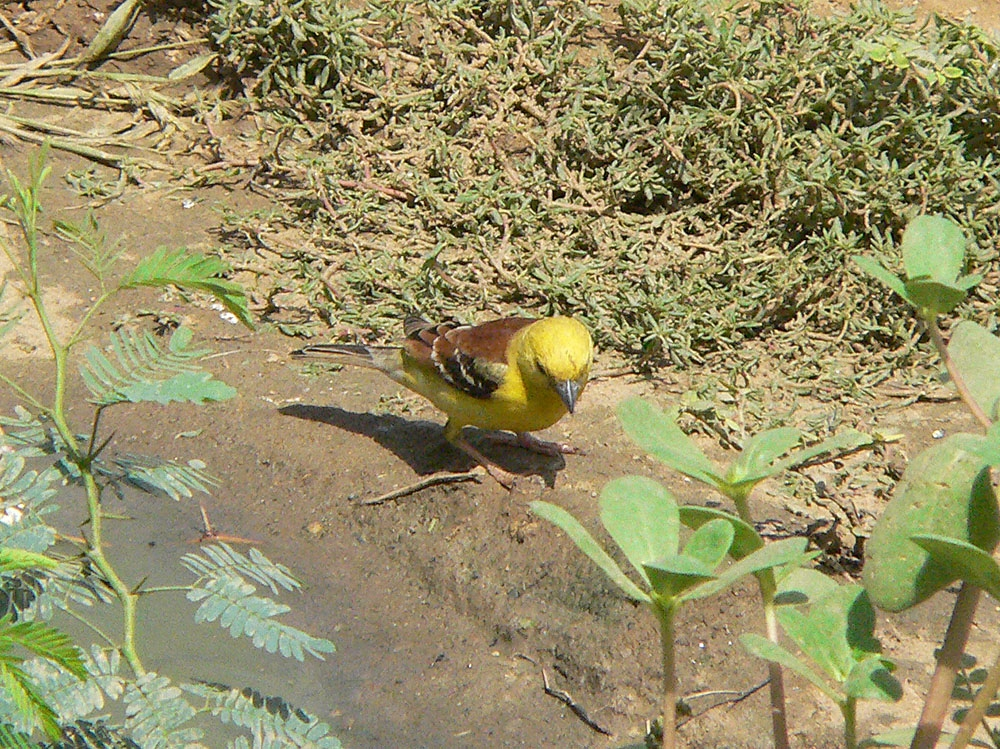
Um macho próximo ao Mar Vermelho, no Sudão

Reproduz-se em toda a África, ao sul do Saara, desde Senegal até o Sudão e a Etiópia. Em abril de 2009, um bando de sete aves foi encontrado a noroeste de Aousserd, no Marrocos. Duas aves foram vistas em 2013 e mais algumas em 2014. É uma ave de savana aberta e seca, semideserto, matagal árido e cultivo de cereais.

## Comportamento e ecologia
O pardal-dourado é uma ave altamente gregária e nômade e forma bandos mistos com outras aves que comem sementes, como o tecelão-de-bico-vermelho e outros pardais. Os dormitórios noturnos, geralmente em cidades como Cartum, podem ter centenas de milhares de aves. Come sementes e ingere alguns insetos, especialmente quando alimenta os filhotes. Prefere sementes de gramíneas, incluindo sementes de cereais menores, como as de milhete. Em cativeiro, é alimentado com a mistura de milho-painço e outros grãos com vegetais, larvas-de-farinha e outros suplementos normalmente dados aos pássaros da família Ploceidae.
Ela se reproduz em colônias muito grandes, com até 65.000 ninhos. O ninho é uma cúpula muito grande, desarrumada, feita de galhos de árvores, com uma câmara de nidificação forrada de penas. São postas uma ou duas ninhadas por ano, geralmente de três ou quatro ovos.

## Obras citadas
- Bechtel, Helmut (1971). Cage Bird Identifier. Traduzido por K. T. Dutfield. New York: Sterling. ISBN 0-8069-3718-1
- Clement, Peter; Harris, Alan; Davis, John (1993). Finches and Sparrows: an Identification Guide. Princeton, New Jersey: Princeton University Press. ISBN 0-691-03424-9
- Cramp, S.; Perrins, C.M., eds. (1994). Handbook of the Birds of Europe, the Middle East, and North Africa: The Birds of the Western Palearctic. 8. [S.l.]: Oxford University Press. ISBN 978-0-19-854679-5
- Jobling, James A. (2010). The Helm Dictionary of Scientific Bird Names. London: Christopher Helm. ISBN 978-1-4081-2501-4
- Summers-Smith, J. Denis (1988). The Sparrows. illustrated by Robert Gillmor. Calton, Staffs, England: T. & A. D. Poyser. ISBN 0-85661-048-8